# Polydesmus menicanus
Polydesmus menicanus är en mångfotingart som beskrevs av Lucas. Polydesmus menicanus ingår i släktet Polydesmus och familjen plattdubbelfotingar. Inga underarter finns listade i Catalogue of Life.